# 電極
電極（でんきょく）とは、受動素子、真空管や半導体素子のような能動素子、電気分解の装置、電池などにおいて、その対象物を働かせる、あるいは電気信号を測定するなどの目的で、電気的に接続する部分のことである。
また、トランジスタのベース、FETのゲートなど、ある電極から別の電極への電荷の移動を制御するための電極もある。

## 極性の定義
電気化学（電気分解）やダイオード（真空管（二極管）、半導体素子）では、外部回路から電流が流入する（外部回路に電子が流出する）電極をアノード（陽極、Anode）と呼び、外部回路に電流が流出する（外部回路から電子が流入する）電極をカソード（陰極、Cathode）と呼ぶ。
電気化学（電気分解、電池）では、電極から電解質に正電荷が移動する電極（電解質から電子が流入する電極）がアノードで、酸化反応が起きる。電解質から電極に向って正電荷が移動する電極（電解質に向って電子が放出される電極）がカソードで、還元反応が起きる。
（溶液から負電荷（アニオン）が集まる方がアノードで、正電荷（カチオン）が集まる方がカソードである。）
アノード、カソードの語はファラデーにより命名され、ギリシャ語で上り口を意味する'anodos'と下り口を意味する'cathodos'に由来する。
一方、電位により極性を定義する場合は、電位が高い方を正極（せいきょく）、低い方を負極（ふきょく）と呼ぶ。
正極／負極とアノード／カソードは、電池と電気分解では対応が逆になる。
- 電気分解の場合（二次電池の充電の場合）
  - 正極 = アノード、負極 = カソード
- 電池の場合（二次電池の放電の場合）
  - 正極 = カソード、負極 = アノード

となる。これは、電気分解の時には正極へ電流が流れ込み、電池（の放電）では正極から電流が流れ出すことに対応する。例えば、二次電池である鉛蓄電池のPbO2極は、充電時も放電時も正極であるが、充電時は電流が流れ込むアノードで酸化され、放電時は電流が流れ出すカソードで還元される。
陽極、陰極の用語は、電流の方向（酸化・還元の方向）による（アノード、カソードの直訳）とする流儀と、電位の高低による流儀があり、混乱している。これに対して、正極（せいきょく、positive electrode）、負極（ふきょく、negative electrode）の用語は、電位の高い/低いの区別として定着している。高校化学では、電池の場合「正極・負極」、電気分解の場合「陽極・陰極」と呼んでいる。

## 半導体素子
- トランジスタ : エミッタ (E)、コレクタ (C)、ベース (B)
  - 名称はベース接地接触型PNPトランジスタの構造と正孔の動きに由来し、正孔が注入される極（Emitter=emissions : 放出）、正孔が回収される極（Collector=collections : 回収）、接地基板（Base : 基板）にちなむ。
- FET : ソース (S)、ドレイン (D)、ゲート (G)
  - 名称は接合型電界効果トランジスタの構造と電子の動きに由来し、電子を発生する極（Source : 発生源）、電子を外へ排する極（Drain : 排出溝）、調節する関門 (Gate) にちなむ。
- ダイオード : カソード (K)、アノード (A)
  - ダイオードはもともと二極真空管 (Di-electrode tube) を指し、アノード電極、カソード電極と対応する。記号Kはドイツ語のカソード (Kathode)、アノード (Anode) に由来する。

## 陰極管
- 真空管 : カソード (K)、プレート (P)、グリッド (G)

## 受動素子
- コンデンサ : 2個の電極。電解コンデンサなど極性が決まっているものもある。
- 水晶振動子、圧電素子など : 2個の電極

## 電気分解
- アノード（陽極）
  - 電子が奪われ、酸化反応が起こる。電位の高い正極になる。
- カソード（陰極）
  - 電子が供給され、還元反応が起こる。電位が低い負極になる。

## 電池
- 正極（=カソード）
  - 電池へ電子が供給され、還元反応が起きるカソードになる。
- 負極（=アノード）
  - 電池の電子が奪われ、酸化反応が起きるアノードになる

なお、陽極・陰極の用語は、電流の方向（酸化・還元の方向）にもとづくアノード・カソードの直訳とする流儀と、電位が高い・低い（正極・負極）の意味で用いる流儀がある。電気分解では二つの流儀は同じである（正極=陽極=アノード、負極=陰極=カソード）。しかし、電池では、
- 前者の流儀 : 正極=カソード=陰極、負極=アノード=陽極
- 後者の流儀 : 正極=カソード=陽極、負極=アノード=陰極

となり、陰極・陽極が逆になる。混乱を避けるため、電池に対しては陽極・陰極を使わない方が良い。電気分解に対しても、正極・負極、アノード・カソードの用語だけを用い、陽極・陰極の用語を使わない流儀もある。

## 標準電極
pHや標準電位などを測定するために用いる。
- 水素電極
- カロメル電極